# Aphonopelma crinirufum
Aphonopelma crinirufum là một loài nhện trong họ Theraphosidae.
Loài này thuộc chi Aphonopelma. Aphonopelma crinirufum được Carlos E. Valerio miêu tả năm 1980.